# Equmeniakyrkan

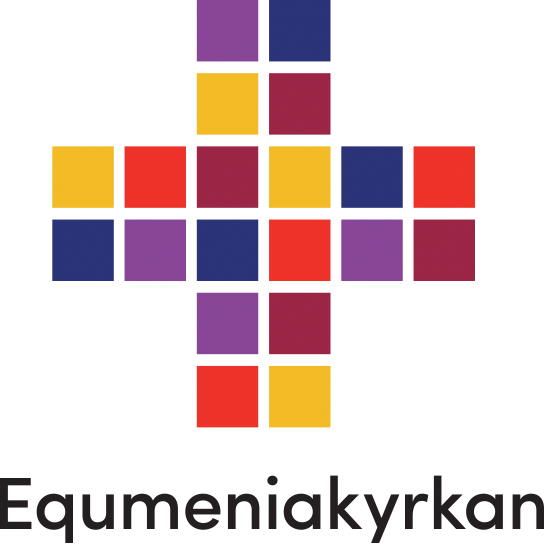
Logo der Equmeniakyrkan

Equmeniakyrkan (auf Deutsch etwa „die Ökumene-Kirche“) ist eine Kirche in Schweden, die im Jahr 2011 durch eine Fusion von drei klassischen Freikirchen entstand. Mit mehr als 100.000 Mitgliedern ist sie nach der lutherischen Schwedischen Kirche und noch vor der Römisch-katholischen Kirche in Schweden die zweitgrößte Religionsgemeinschaft des Landes. Nach eigenen Angaben hat sie rund 65.000 Mitglieder, zuzüglich etwa derselben Anzahl an ungetauften Familienmitgliedern oder Beteiligten an örtlichen Gemeindeaktivitäten. Sie gab sich zuerst den provisorischen Namen Gemensam Framtid („Gemeinsame Zukunft“) und legte erst 2013 ihren jetzigen Namen fest. Auf Englisch bezeichnet sie sich als Uniting Church in Sweden (UCS).

## Geschichte
Nach ersten Ansätzen in den Jahren 1969–1971 begannen die Schwedische Missionskirche, die Union der schwedischen Baptisten und die schwedische Jährliche Konferenz der Evangelisch-methodistischen Kirche im Jahr 2004 mit Gesprächen, die auf eine Vereinigung zielten. 2007 schlossen sich die Jugendorganisationen der drei Kirchen zu einem Verband mit dem Namen Equmenia zusammen. Am 8. Juni 2008 verabschiedeten die zuständigen Gremien eine „Absichtserklärung“, bis 2012 „eine neue gemeinsame Kirche zu bilden“. Nach der Erarbeitung einer Verfassung konnte am 4. Juni 2011 die Vereinigung vollzogen werden.
Die drei Vorgängerkirchen haben ihre Wurzeln in der freikirchlichen Erweckungsbewegung des 19. Jahrhunderts. Die ersten Baptistengemeinden entstanden ab 1848 und wurden von Staat und Staatskirche verfolgt. Methodistische Gemeinden bildeten sich ab 1868, nachdem die Wirksamkeit des britischen Erweckungspredigers George Scott 30 Jahre zuvor noch nicht zu Gemeindegründungen geführt hatte. Die größte der drei Kirchen war die 1878 aus einer Abspaltung von der Staatskirche hervorgegangene Missionskirche (bis 2003 Svenska Missionsförbundet), die kongregationalistisch verfasst und evangelikal geprägt war. Ihre gemeinsame Opposition gegen die lange Zeit dominierende Staatskirche sowie ihr Engagement sowohl für Mission und Evangelisation als auch für gesellschaftliche Partizipation erleichterten es den drei Partnern, einen gemeinsamen Weg zu planen. Entscheidendes Motiv aber war der Wunsch, einen Schritt hin zur Einheit der Kirche zu tun, um dem hohepriesterlichen Gebet Jesu (Joh 17,20f ) zu entsprechen. Schwierigkeiten ergaben sich vor allem aus dem ausgeprägten Kongregationalismus von zwei der drei Partner (die Methodisten waren dagegen episkopal verfasst) sowie aus Unterschieden im Verständnis und der Praxis der Taufe. Die Kirche bietet Platz für Gemeinden, die ausschließlich die Gläubigentaufe praktizieren, auch wenn die Mehrzahl der Gemeinden sowohl Kindertaufe als auch Gläubigentaufe praktiziert. Es wird aber erwartet, dass es nicht zu Handlungen kommt, die als „Wiedertaufe“ von in anderen Gemeinden getauften Personen aufgefasst werden können.
| Equmeniakyrkan: Mitgliederzahlen von 2012 bis 2017                                                                                                  | Equmeniakyrkan: Mitgliederzahlen von 2012 bis 2017 | Equmeniakyrkan: Mitgliederzahlen von 2012 bis 2017 | Equmeniakyrkan: Mitgliederzahlen von 2012 bis 2017 | Equmeniakyrkan: Mitgliederzahlen von 2012 bis 2017 |
| --- | -------------------------------------------------- | -------------------------------------------------- | -------------------------------------------------- | -------------------------------------------------- |
| Jahr |                                                    |                                                    |                                                    | Mitglieder                                         |
| 2012 | 2012                                               |                                                    | 134.391                                            | 134.391                                            |
| 2013 | 2013                                               |                                                    | 129.626                                            | 129.626                                            |
| 2014 | 2014                                               |                                                    | 127.378                                            | 127.378                                            |
| 2015 | 2015                                               |                                                    | 125.610                                            | 125.610                                            |
| 2016 | 2016                                               |                                                    | 123.747                                            | 123.747                                            |
| 2017 | 2017                                               |                                                    | 117.508                                            | 117.508                                            |
| Datenquelle: Statistik om trossamfund – Myndigheten för stöd till trossamfund. In: myndighetensst.se. Abgerufen am 15. September 2019 (schwedisch). |                                                    |                                                    |                                                    |                                                    |

## Organisation und Arbeitsfelder
Das höchste Beschlussorgan ist die Synode (kyrkokonferens), die sich aus Vertretern aller Gemeinden zusammensetzt und jährlich zusammentritt. Sie wählt den Präsidenten (kyrkoledare; seit 2012 Lasse Svensson) und seine zwei Stellvertreter (seit 2012 Sofia Camnerin und Olle Alkholm) sowie die Kirchenleitung (kyrkostyrelse). Die 720 Gemeinden sind in sieben Regionen eingeteilt, für die es jeweils auch einen von der kyrkokonferens gewählten regional kyrkoledare gibt.
Equmeniakyrkan unterhält fünf Volkshochschulen sowie eine theologische Hochschule (Teologiska högskolan Stockholm), die sich ebenso wie die Kirchenverwaltung in Bromma befindet. Der diakonische Dachverband Diakonia wird gemeinsam mit der Svenska Alliansmissionen betrieben.

## Ökumene
Equmeniakyrkan ist Mitglied im Ökumenischen Rat der Kirchen (ÖRK), in der Konferenz Europäischer Kirchen und in Sveriges kristna råd. Aufgrund der Verbindungen ihrer früheren Mitgliedskirchen gehört sie auch zur Weltgemeinschaft Reformierter Kirchen (WRK), zum Internationalen Bund Freier Evangelischer Gemeinden (IFFEC), zum Baptistischen Weltbund (BWA) und zum Weltrat methodistischer Kirchen (WMC). Die traditionsreiche Missionsarbeit in Afrika und Asien hat zu zahlreichen kirchlichen Partnerschaften geführt.